# MePTCDI
MePTCDI bzw. DiMePTCDI (von engl. N,N′-Dimethyl-3,4,9,10-Perylentetracarboxylic diimide, auch PPI abgekürzt) ist ein organisches Molekül, das in der Forschung und Entwicklung organischer Halbleiter-Bauelemente verwendet und von der Pigment-Industrie kommerziell hergestellt wird.

## Eigenschaften
In seiner molekularen Struktur basiert MePTCDI auf dem polycyclischen aromatischen Kohlenwasserstoff Perylen. MePTCDI ist mit PTCDA verwandt, besitzt im Gegensatz zu diesem jedoch Stickstoff-Heteroatome im Perylengerüst, an denen sich Methylgruppen anschließen. MePTCDI ist wie PTCDA ein planares Molekül mit konjugiertem π-Elektronensystem.
MePTCDI ist ein organischer Halbleiter (n-Typ).
Es ist ein rotes Pigment (Farbindex Nr. / Name: 71130 / Pigment Red 179), dessen Temperaturbeständigkeit bei 250 °C liegt.

## Verwendung
Als organischer n-Halbleiter wird MePTCDI z. B. in der Entwicklung organischer Solarzellen und von Gassensoren auf Halbleiterbasis verwendet.
Als Pigment ist MePTCDI besonders als Industrie-Lack (vor allem im Automobilbereich) von Bedeutung.

## Gefahrenbewertung
MePTCDI wurde 2019 von der EU gemäß der Verordnung (EG) Nr. 1907/2006 (REACH) im Rahmen der Stoffbewertung in den fortlaufenden Aktionsplan der Gemeinschaft (CoRAP) aufgenommen. Hierbei werden die Auswirkungen des Stoffs auf die menschliche Gesundheit bzw. die Umwelt neu bewertet und ggf. Folgemaßnahmen eingeleitet. Ursächlich für die Aufnahme von MePTCDI waren die Besorgnisse bezüglich der Gefahren ausgehend von einer möglichen Zuordnung zur Gruppe der PBT/vPvB-Stoffe. Die Neubewertung wurde zurückgezogen.